# John Berger (burgemeester)
Johan Lodewijk Herman Maria (John) Berger (Den Haag, 22 augustus 1938 - Den Haag, 29 september 2022) was een Nederlands burgemeester. Hij was lid van de Katholieke Volkspartij (KVP) en vanaf 1980 van de fusiepartij Christen-Democratisch Appèl (CDA).
Hij was hoofdcommies B bij de gemeentesecretarie van Dordrecht voor hij in november 1974 benoemd werd tot burgemeester van Heino. In februari 1986 volgde zijn benoeming tot burgemeester van Waalre. Eind 1994 kwam Berger landelijk in het nieuws omdat zijn huis met hagel beschoten was; hij was toen niet thuis. In november 1999 ging hij vervroegd met pensioen.